# بادونویلیه-ژروویلیه
بادونویلیه-ژروویلیه (به فرانسوی: Badonvilliers-Gérauvilliers) یک کمون (فرانسه) در فرانسه است که در canton of Gondrecourt-le-Château واقع شده‌است. بادونویلیه-ژروویلیه ۲۱٫۰۳ کیلومتر مربع مساحت دارد ۴۱۵ متر بالاتر از سطح دریا واقع شده‌است.